# Симфония № 7 (Моцарт)
Симфония № 7 ре мажор, KV 45 — симфония Вольфганга Амадея Моцарта, написанная в январе 1768 года в Вене, когда композитору было 12 лет. Автограф партитуры сегодня хранится в Берлинской государственной библиотеке.
Эта симфония также была переработана Моцартом в увертюру к опере «Притворная простушка» (KV 51).

## Структура
Симфония написана для 2 гобоев, 2 валторн, 2 труб, фагота, литавр и basso continuo (в увертюре KV 51 трубы заменены флейтами, добавлен ещё один фагот и убраны литавры).
Audio playback is not supported in your browser. You can download the audio file.
Состоит из четырёх частей:
1. Molto allegro, 4
4
2. Andante, 2
4
3. Menuetto and Trio, 3
4 (отсутствует в увертюре)[3]
4. Molto allegro, 2
4